# Hart's Location
Hart's Location és una població dels Estats Units a l'estat de Nou Hampshire. Segons el cens del 2000 tenia 37 habitants.

## Demografia
Segons el cens del 2000, Hart's Location tenia 37 habitants, 15 habitatges, i 10 famílies. La densitat de població era de 0,8 habitants per km².
Dels 15 habitatges en un 33,3% hi vivien nens de menys de 18 anys, en un 66,7% hi vivien parelles casades, en un 0% dones solteres, i en un 33,3% no eren unitats familiars. En el 26,7% dels habitatges hi vivien persones soles el 6,7% de les quals corresponia a persones de 65 anys o més que vivien soles. El nombre mitjà de persones vivint en cada habitatge era de 2,47 i el nombre mitjà de persones que vivien en cada família era de 3,1.
Per edats la població es repartia de la següent manera: un 24,3% tenia menys de 18 anys, un 5,4% entre 18 i 24, un 35,1% entre 25 i 44, un 8,1% de 45 a 60 i un 27% 65 anys o més.
L'edat mediana era de 39 anys. Per cada 100 dones de 18 o més anys hi havia 100 homes.
La renda mediana per habitatge era de 41.250$ i la renda mediana per família de 70.833$. Els homes tenien una renda mediana de 26.250$ mentre que les dones 28.750$. La renda per capita de la població era de 19.609$. Cap de les famílies estaven per davall del llindar de pobresa.